# Siemen Bolhuis
Siemen J.T.H. Bolhuis (Soest, 1956) is een Nederlandse beeldhouwer en medailleur.

## Leven en werk
Bolhuis studeerde aan de AKI in Enschede en vestigde zich na zijn examen in 1981 in Almere. Zijn eerste opdracht was een werk ter herinnering aan de vredesdemonstraties, dat werd geplaatst in Soesterberg. Kort daarop volgde de opdracht voor het beeld van Wim Kan en Corry Vonk voor het Leidseplein in Amsterdam.
Bolhuis maakt naast vrijstaande beelden ook kleinplastiek en penningen. Een voorbeeld van dat laatste is de Koning Willem Alexander Penning die hij in 2014 in opdracht maakte als jaarpenning voor leden van de Vereniging voor Penningkunst. Soms werkt hij samen met anderen, zoals met de beeldhouwer Frans van der Ven met wie hij een atelier deelde, en met dichter-kunstenaar Hein Walter. Bolhuis is lid van de Nederlandse Kring van Beeldhouwers en de Kunstenaars Vereniging Flevoland.

## Werken (selectie)
- 1982: Doorbraak, Amersfoortseweg, Soesterberg
- 1986: standbeeld van Wim Kan en Corry Vonk, Leidseplein, Amsterdam
- 1988: De wereld van Urk, in de hal van het gemeentehuis van Urk
- 1989: Weespermoppenbakker, Weesp
- 1992: De bedrijfskring, Almere
- 1994: buste Dwight D. Eisenhower, KMA, Breda
- 1994: De toekomst van Urk, Schoolstraat, Urk
- 1997: Eikenblad, Enschede
- 2005: Hestia, Uithof, Almere
- 2009: Ik ben buiten, Evenaar, Almere (met Hein Walter)
- 2012: Voortvarend, Wandellaan, Almere
- 2014: Koning Willem Alexander penning, jaarpenning van de Vereniging voor Penningkunst

## Afbeeldingen

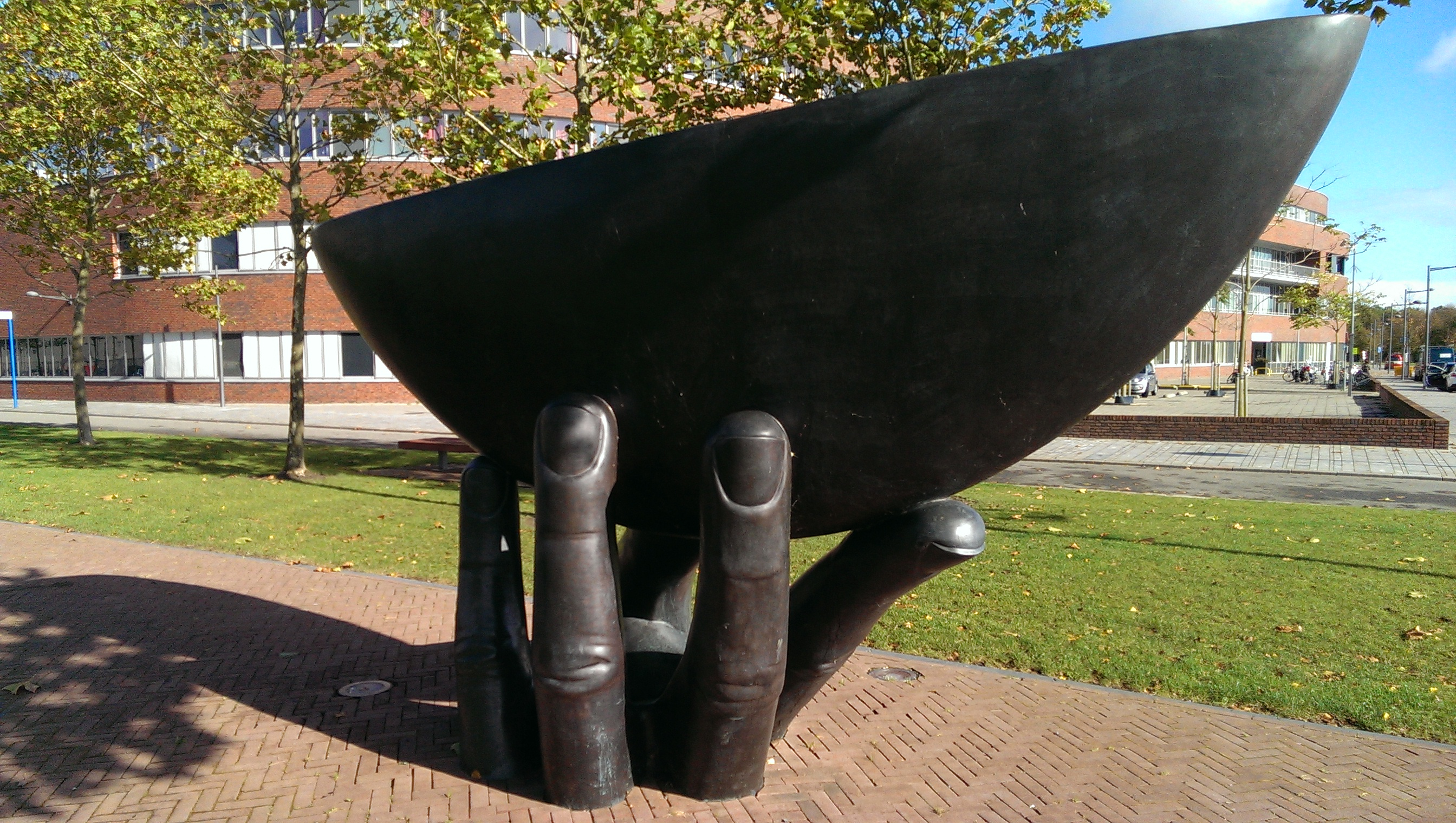
Voortvarend (2009), Almere
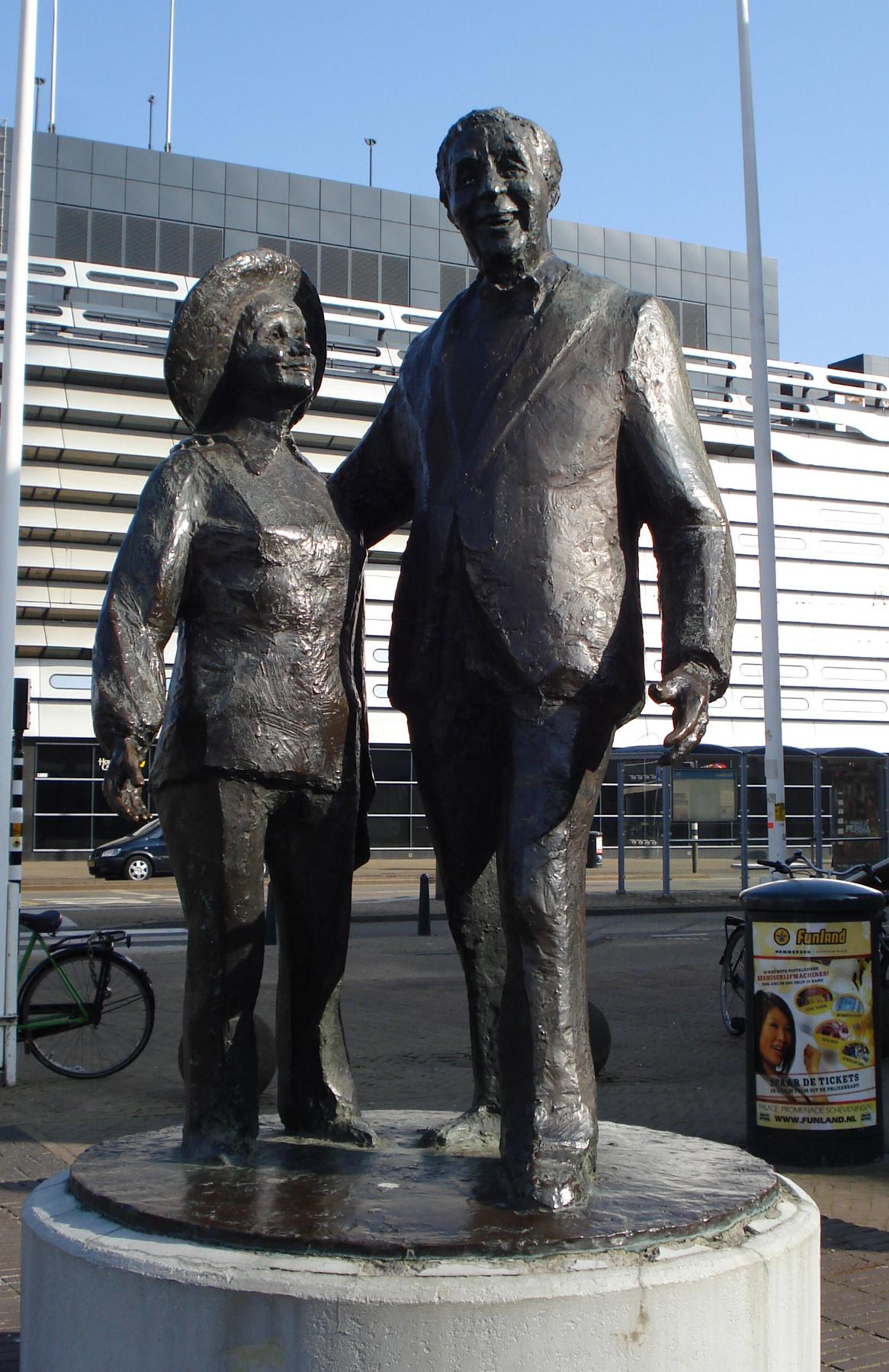
Wim Kan en Corry Vonk (1997/1986), Scheveningen

- RKD-Nederlands Instituut voor Kunstgeschiedenis: 10122